# Tratado de Santo Estêvão

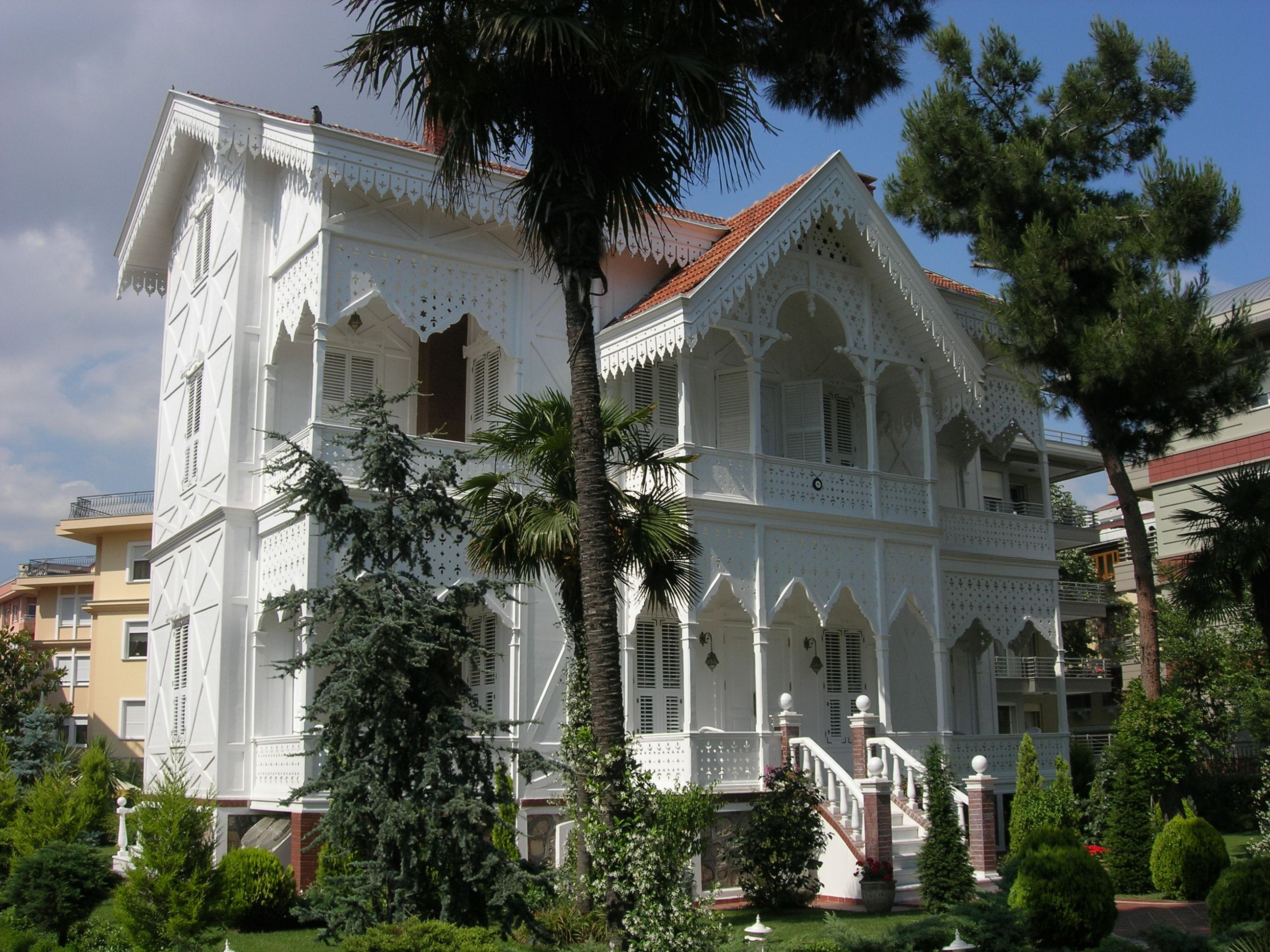
O edifício de Yeşilköy onde foi assinado o Tratado de Santo Estêvão

O Tratado Preliminar de Santo Estêvão (3 de março de 1878) foi o acordo que o Império Russo impôs ao Império Otomano após vencer os turcos na guerra russo-turca de 1877-1878. Foi assinado em Santo Estêvão (grego: Agios Stephanos, atualmente Yeşilköy), vilarejo ao oeste de Istambul, na Turquia, pelo conde Nikolay Ignatiev e Alexandre Nelidov por parte do Império Russo e pelo ministro de assuntos exteriores Safvet Paxá e o embaixador na Alemanha Sadullah Bey por parte do Império Otomano.
O dia 3 de março, data em que se assinou o Tratado, é o feriado nacional da Bulgária.

## Antecedentes
Em 1859, a Sérvia entrou em rebelião contra os turcos otomanos, rebelião seguida pouco depois por Montenegro (que chegou a se declarar independente), Bósnia e Herzegovina (ambos se uniriam nominalmente à Servia). Em 1876, a insurreição se propagou também para a Bulgária. A severa repressão levada a cabo pelos turcos fez com que o tsar Alexandre II da Rússia, aliado à Romênia, declarasse guerra aos turcos. O exército turco foi derrotado e obrigado a assinar a rendição neste Tratado de Santo Estêvão.

## Consequências
O tratado reorganizava as possessões territoriais balcânicas do Império Otomano, deixando apenas uma faixa estreita da Trácia à Albânia como território turco em solo europeu.
A disposição mais importante do tratado foi o reconhecimento da independência da Bulgária, que absorveu a maior parte da Macedônia, o que permitiu estender-se do mar Egeu ao mar Negro.
Também se reconheceu a independência da Sérvia, do Montenegro, e da Romênia. A Romênia cedia a Bessarábia (hoje a Moldávia) à Rússia e obtinha em troca a Dobruja. A Bósnia e Herzegovina passava a ser autônoma dentro do Império Otomano (mais tarde, passaria a controle austro-húngaro).
A Rússia conseguiu territórios do Império Otomano e o Sultão garantiu a segurança dos seus súditos cristãos.
O Reino Unido e o Império Austro-Húngaro se opuseram a este tratado que dava ao nacionalismo eslavo por temerem que a Bulgária se convertesse num satélite da Rússia (o que de fato ocorreu) e numa ameaça para o Império Otomano.
O tratado foi modificado quatro meses mais tarde, em 13 de julho de 1878, no âmbito do Congresso de Berlim, com a assinatura do Tratado de Berlim.